# Upastha
Upastha (devanāgarī : उपस्थ) est un terme sanskrit qui signifie « sexe ». Dans la philosophie du Sāṃkhya, upastha est l'organe d'action (karmendriya) de reproduction et fait partie des dix indriya externes.